# Atrocity
Atrocity – niemiecka grupa muzyczna wykonująca do 1997 roku death metal, obecnie w muzyce obecne są również elementy nurtów gothic metal, industrialu oraz pobocznych. Zespół powstał w 1985 roku w Ludwigsburgu.
Wszyscy muzycy zespołu wraz z norweską wokalistką Liv Kristine współtworzą także grupę Leaves' Eyes.

## Muzycy
Źródło.

### Obecny skład zespołu
- Alexander Krull - wokal prowadzący, keyboard, sample, programowanie (od 1985)
- Sander van der Meer - gitara (od 2010)
- Thorsten Bauer - gitara (od 1994)
- JB van der Wal - gitara basowa (od 2011)
- Roland Navratil - perkusja (od 2010)

oraz
- Liv Kristine – wokal wspierający (od 1997)
- Yasmin Krull - wokal wspierający, flet (1994, 1995, od 2009)

### Byli członkowie zespołu
- Frank Knodel - gitara (1985-1988)
- Richard Scharf - gitara (1988-1994)
- Mathias Röderer - gitara (1985-2010)
- René Tometschek - gitara basowa (1985-1988)
- Oliver Klasen - gitara basowa (1988-1993)
- Markus Knapp - gitara basowa (1994-1995)
- Christian Lukhaup - gitara basowa (1995-2007)
- Alla Fedynitch – gitara basowa (2008-2010)
- Gernot Winkler - perkusja (1985-1988)
- Michael Schwarz - perkusja (1988-1999)
- Martin Schmidt - perkusja (1999-2005)
- Moritz „Dragomir” „Gilván” Neuner - perkusja (2005-2007)
- Nicholas Barker – perkusja (2008)
- Chris „Seven” Antonopolous - perkusja (2008-2010)

## Dyskografia
| 1991                           | Hallucinations - Data: 15 października 1990 - Wydawca: Nuclear Blast  | –  | –  |
| 1992                           | Todessehnsucht - Data: 22 września 1992 - Wydawca: Roadrunner Records | –  | –  |
| 1994                           | Blut - Data: 1994 - Wydawca: Massacre Records                         | –  | –  |
| 1995                           | Calling The Rain - Data: 1995 - Wydawca: Swanlake                     | –  | –  |
| 1995                           | Die Liebe - Data: 1995 - Wydawca: Massacre Records                    | –  | –  |
| 1996                           | Willenskraft - Data: 1996 - Wydawca: Massacre Records                 | –  | –  |
| 1997                           | Werk 80 - Data: 3 listopada 1997 - Wydawca: Massacre Records          | 33 | –  |
| 2000                           | Gemini - Data: 30 października 2000 - Wydawca: Motor                  | 95 | –  |
| 2004                           | Atlantis - Data: 26 kwietnia 2004 - Wydawca: Napalm Records           | –  | –  |
| 2008                           | Werk 80 II - Data: 29 lutego 2008 - Wydawca: Napalm Records           | 19 | 74 |
| 2010                           | After the Storm - Data: 1 września 2010 - Wydawca: Napalm Records     | –  | –  |
| 2013                           | Okkult - Data: 26 kwietnia 2013 - Wydawca: Napalm Records             | –  | –  |
| „–” pozycja nie była notowana. |                                                                       |    |    |

| Rok  | Tytuł                                                                                     |
| ---- | ----------------------------------------------------------------------------------------- |
| 1988 | Instigators (demo) - Data: październik 1988 - Wydawca: brak (wydanie własne)              |
| 1989 | Blue Blood (SP) - Data: 1989 - Wydawca: Nuclear Blast                                     |
| 1996 | The Hunt (EP) - Data: 1996 - Wydawca: Massacre Records                                    |
| 1996 | The Definition of Kraft and Wille (EP) - Data: 1 grudnia 1996 - Wydawca: Massacre Records |
| 1997 | Werk 80 (EP) - Data: 1997 - Wydawca: Massacre Records                                     |
| 1997 | Shout (SP) - Data: 1997 - Wydawca: Swanlake                                               |
| 1997 | Tainted Love (SP) - Data: 1997 - Wydawca: Swanlake                                        |
| 1999 | Non Plus Ultra (kompilacja) - Data: 1999 - Wydawca: Massacre Records                      |
| 1999 | Shape Edition (kompilacja) - Data: 26 maja 1999 - Wydawca: Massacre Records               |
| 2000 | Sound of Silence (SP) - Data: 2000 - Wydawca: Motor                                       |
| 2000 | Taste of Sin (SP) - Data: 11 września 2000 - Wydawca: Motor                               |
| 2004 | Cold Black Days (SP) - Data: 15 marca 2004 - Wydawca: Napalm Records                      |

## Teledyski
| Rok  | Tytuł                                 | Reżyseria   | Album            | Źródło |
| ---- | ------------------------------------- | ----------- | ---------------- | ------ |
| 1994 | „B.L.U.T. (Blood-Lust, Under Trance)” | –           | Blut             | [ 4 ]  |
| 1994 | „Miss Directed”                       | –           | Blut             | [ 4 ]  |
| 1995 | „Calling The Rain”                    | –           | Calling The Rain | [ 4 ]  |
| 1995 | „Die Liebe”                           | –           | Die Liebe        | [ 4 ]  |
| 1996 | Love Is Dead                          | –           | Willenskraft     | [ 4 ]  |
| 1997 | „Shout”                               | –           | Werk 80          | [ 4 ]  |
| 1997 | „The Great Commandment”               | –           | Werk 80          | [ 4 ]  |
| 2000 | „Taste Of Sin”                        | –           | Gemini           | [ 4 ]  |
| 2006 | „Cold Black Days”                     | –           | Atlantis         | [ 4 ]  |
| 2008 | „The Sun Always Shines On TV”         | Silvan Büge | Werk 80 II       | [ 4 ]  |
| 2009 | „Fade To Grey”                        | –           | Werk 80 II       | [ 4 ]  |